# Thomson TO7
Il Thomson TO7 è un home computer introdotto dall'azienda francese Thomson-Brandt nel novembre del 1982. Fu commercializzato fino al 1984.
Il TO7 è costruito sulla base del processore Motorola 6809 a 1 MHz. Le cartucce ROM, chiamate MEMO7, possono essere introdotte attraverso un vano per le memorie (simile a quelli dei lettori di musicassette) posizionata nella parte superiore del computer. L'interfaccia utente è realizzata attraverso il BASIC Microsoft, presente nella cartuccia venduta insieme al computer. La tastiera è a membrana; l'input dell'utente è possibile anche attraverso una penna ottica compresa anch'essa nella dotazione standard. Il raffreddamento è realizzato attraverso un voluminoso radiatore posteriore. Come monitor possono essere usati anche i TV attraverso l'utilizzo di un connettore Peritel.
Fu seguito dai modelli Thomson TO7/70, Thomson TO8, Thomson TO9 e Thomson TO9+, tutti basati sul processore Motorola 6809E. Infine nel 1987 uscì il Thomson TO16, che però è poco legato ai precedenti essendo un IBM compatibile.

## Specifiche tecniche

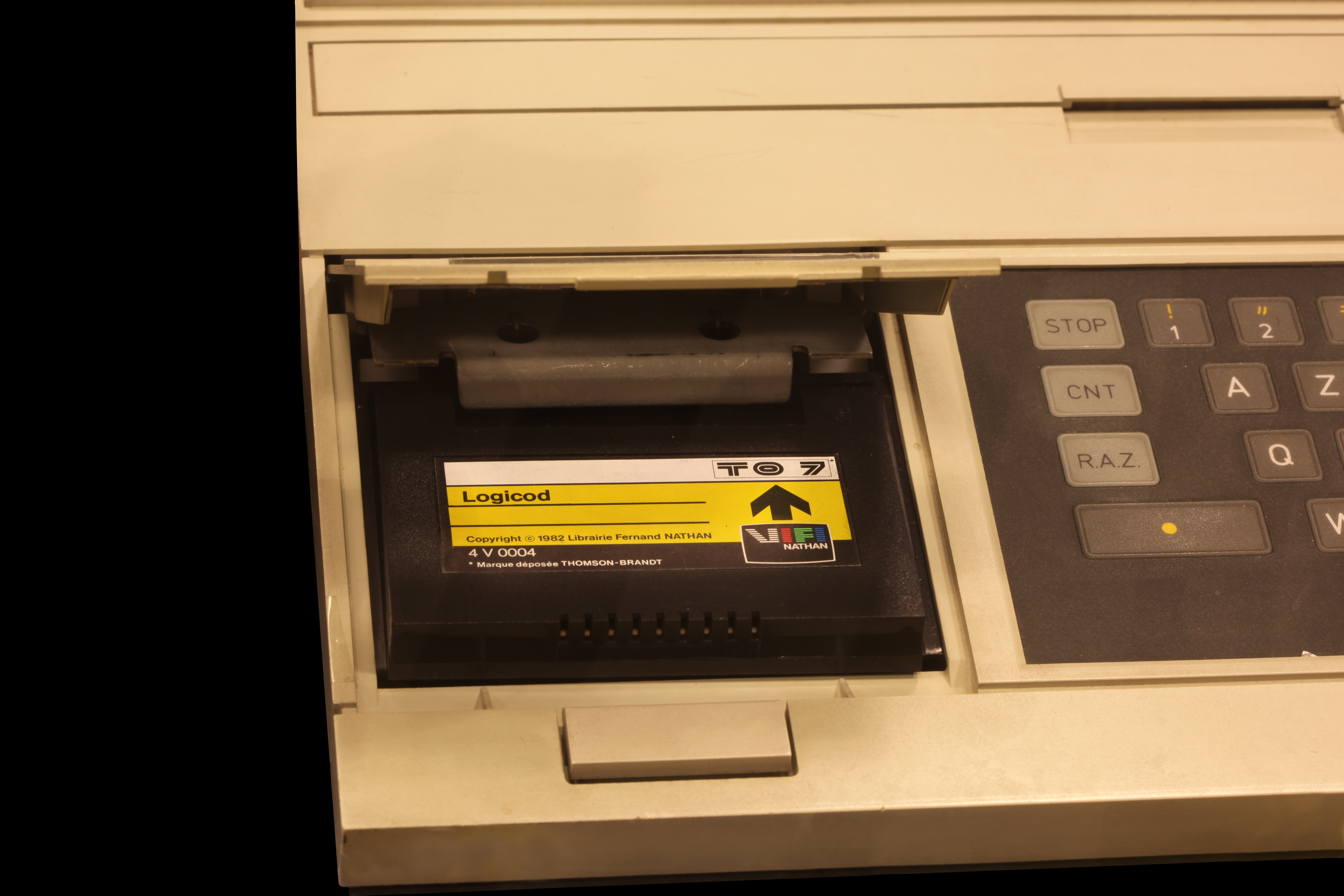
Dettaglio del vano cartucce ROM

- Processore: Motorola 6809 a 1 MHz
- Memoria: 8 Kb di memoria RAM, espandibile a 32 Kb (24Kb con l'estensione EM90-016 e 8Kb supplementari attraverso l'estensione Peritek da 8K)
- Risoluzione: 320×200 pixel in 8 colori
- Risoluzione in modalità testo: 40×25 caratteri
- Input: tastiera a membrana di plastica ed una penna ottica

## Periferiche
Le periferiche per questa macchina sono numerose. Alcune sono state prodotte direttamente da Thomson mentre altre da aziende indipendenti. La maggior parte di queste periferiche era compatibile con tutta la gamma Thomson.

## Prezzo
| Anno | Prezzo       | Equivalente nel 2007 a |
| ---- | ------------ | ---------------------- |
| 1982 | 7000 franchi | 2082 €                 |
| 1983 | 3250 franchi | 967 €                  |
| 1984 | 2900 franchi | 863 €                  |

La cartuccia BASIC (quasi obbligatoria) valeva 500 franchi che sono l'equivalente nel 2007 di 130 €.